# Le Martinet
Le Martinet este o comună în departamentul Gard din sudul Franței. În 2009 avea o populație de 795 de locuitori.

## Evoluția populației
| An        | 1975  | 1982 | 1990 | 1999 | 2006 | 2009 |
| --------- | ----- | ---- | ---- | ---- | ---- | ---- |
| Populație | 1.300 | 953  | 844  | 764  | 789  | 795  |